# Саллес, Вальтер
Вальтер Морейра Саллес младший (порт. Walter Morreira Salles Júnior,также Валтер Салиc 12 апреля 1956, Рио-де-Жанейро) — бразильский кинорежиссёр.

## Биография
Сын крупного предпринимателя, банкира и дипломата Валтера Морейры Саллеса (1912—2001) и его супруги-дипломата Элизы Маргариды Гонсалвис Морейра Саллес (порт. Elisa Margarida Gonçalves Moreira Salles). Изучал экономику в Католическом университете Рио-де-Жанейро, закончил киношколу университета Южной Калифорнии. Начинал как документалист.
Брат — Жуан Морейра Саллес (род. 1962) — также кинорежиссёр.

## Избранная фильмография
| Год  | Название фильма                  | Название фильма в оригинале                             | Примечания |
| ---- | -------------------------------- | ------------------------------------------------------- | --- |
| 1986 |                                  | Japão, uma Viagem no Tempo: Kurosawa, Pintor de Imagens | |
| 1987 |                                  | Franz Krajcberg: o Poeta dos Vestígios                  | |
| 1988 |                                  | Marisa Monte                                            | |
| 1989 |                                  | Chico ou o País da Delicadeza Perdida                   | |
| 1991 | Нож                              | A grande arte                                           | по одноимённому роману Рубена Фонсеки |
| 1996 |                                  | Terra Estrangeira                                       | в соавторстве с Даниелой Томас |
| 1998 | Центральный вокзал               | Central do Brasil                                       | премия BAFTA за лучший неанглоязычный фильм, «Золотой медведь» и премия экуменического жюри Берлинского МКФ, номинация на премию Сезар за лучший иностранный фильм)                           |
| 1998 |                                  | O Primeiro Dia                                          | |
| 2001 | Последнее солнце                 | Abril Despedaçado                                       | адаптация романа албанского писателя Исмаила Кадаре; номинация на премию BAFTA за лучший неанглоязычный фильм, Малый Золотой лев Венецианского кинофестиваля)                                 |
| 2004 | Че Гевара: Дневники мотоциклиста | Diarios de motocicleta                                  | премия BAFTA за лучший неанглоязычный фильм, номинация на Золотую пальмовую ветвь и экуменическая премия жюри Каннского кинофестиваля, номинация на премию Сезар за лучший иностранный фильм) |
| 2005 | Тёмная вода                      | Dark Water                                              | |
| 2006 | Париж, я люблю тебя              | Paris, je t’aime                                        | эпизод Loin du 16ème |
| 2007 | У каждого своё кино              | Chacun son cinéma                                       | эпизод À 8944 km de Cannes |
| 2008 | Линия перехода                   | Linha de Passe                                          | в соавторстве с Даниэлой Томас |
| 2012 | На дороге                        | On the Road                                             | по роману Джека Керуака, продюсер Фрэнсис Форд Коппола |
| 2024 | Я всё ещё здесь                  | Ainda Estou Aqui                                        | |

## Признание
Номинант и лауреат многих национальных и международных премий. В 2003 году британская газета The Guardian назвала Саллеса в числе 40 лучших кинорежиссёров мира.